# Sean Bergenheim
Sean Bergenheim (* 8. Februar 1984 in Helsinki) ist ein ehemaliger finnischer Eishockeyspieler, der in der National Hockey League für die New York Islanders, Tampa Bay Lightning, Florida Panthers und Minnesota Wild aktiv war. In Europa spielte er für den Frölunda HC in  der Svenska Hockeyligan, den SC Bern in der National League A und Jokerit Helsinki in der SM-liiga. Mit der finnischen Nationalmannschaft nahm er an einer Vielzahl von Turnieren teil und gewann insgesamt sieben Medaillen bei Weltmeisterschaften.

## Karriere
Sean Bergenheim begann seine Karriere als Eishockeyspieler in seiner finnischen Heimat bei Jokerit Helsinki, für die er von 2001 bis 2004 insgesamt drei Jahre lang in der SM-liiga aktiv war. Die größten Erfolge, die er mit der Mannschaft feiern konnte, waren der Finnische Meistertitel 2002 und der Gewinn des IIHF Continental Cup in der Spielzeit 2002/03. In dieser Zeit wurde er im NHL Entry Draft 2002 in der ersten Runde als insgesamt 22. Spieler von den New York Islanders ausgewählt, für die er zu Beginn der Saison 2003/04 sein Debüt in der National Hockey League gab, ehe er die Saison bei seinem Ex-Klub Jokerit Helsinki in Finnland beendete.
Während des Lockouts in der NHL-Saison 2004/05 spielte Bergenheim ausschließlich für New Yorks Farmteam aus der American Hockey League, die Bridgeport Sound Tigers, bevor er in der Saison 2005/06 in 28 Spielen für New York in der NHL neun Scorerpunkte, darunter vier Tore, erzielte.
Am 5. August 2006 unterschrieb Bergenheim als Free Agent einen Vertrag bei Lokomotive Jaroslawl aus der Russischen Superliga. Nur drei Monate später wechselte der Angreifer in die schwedische Elitserien, wo er bei Frölunda HC die Saison beendete. Im Sommer 2007 kehrte Bergenheim zu seinem Ex-Klub New York Islanders zurück, für die er bis 2010 spielte und weitere 200 NHL-Partien absolvierte.
Im August 2010 wurde Bergenheim von den Tampa Bay Lightning unter Vertrag genommen. Am 1. Juli 2011 unterzeichnete er einen Kontrakt für vier Jahre bei den Florida Panthers.
Im Februar 2015 gaben ihn die Panthers samt einem Siebtrunden-Wahlrecht für den NHL Entry Draft 2016 an die Minnesota Wild ab, die ihrerseits ein Drittrunden-Wahlrecht für den gleichen Draft nach Florida transferierten. Bergenheim beendete die Saison in Minnesota, ohne jedoch im Anschluss einen neuen Vertrag zu erhalten. In der Folge kehrte der Finne einmal mehr nach Europa zurück und schloss sich dem SC Bern aus der National League A an; er unterzeichnete dort einen Vertrag bis zum Saisonende mit einer Option auf zwei weitere Jahre. Bergenheim fiel im Frühjahr 2016 wegen einer Hirnerschütterung aus und verpasste deshalb unter anderem die Playoffs, in denen seine Mannschaft den Meistertitel gewann.
Am 4. November 2016 kehrte er zum schwedischen Spitzenteam Frölunda HC zurück. 2017 gewann er mit den Indians die Champions Hockey League. Nach zwei Jahren bei Frölunda musste er seine Karriere im Februar 2018 aufgrund der Nachwirkungen mehrerer Gehirnerschütterungen beenden.

### International
Für Finnland nahm Bergenheim an den U18-Junioren-Weltmeisterschaften 2001 und 2002 sowie den U20-Junioren-Weltmeisterschaften 2002, 2003 und 2004 teil. Des Weiteren stand er im Aufgebot Finnlands bei den A-Weltmeisterschaften 2006, 2007 und 2008.

## Erfolge und Auszeichnungen
- 2000 Bester finnischer U16-Spieler
- 2002 Finnischer Meister mit Jokerit Helsinki
- 2003 IIHF-Continental-Cup-Gewinn mit Jokerit Helsinki
- 2005 AHL All-Star Classic
- 2017 Champions-Hockey-League-Gewinn mit dem Frölunda HC

### International
| - 2001 Bronzemedaille bei der U18-Junioren-Weltmeisterschaft - 2002 Bronzemedaille bei der U20-Junioren-Weltmeisterschaft - 2003 Bronzemedaille bei der U20-Junioren-Weltmeisterschaft - 2004 Bronzemedaille bei der U20-Junioren-Weltmeisterschaft | - 2006 Bronzemedaille bei der Weltmeisterschaft - 2007 Silbermedaille bei der Weltmeisterschaft - 2008 Bronzemedaille bei der Weltmeisterschaft |

## Karrierestatistik

### International
Vertrat Finnland bei:
| - U18-Junioren-Weltmeisterschaft 2001 - U20-Junioren-Weltmeisterschaft 2002 - U18-Junioren-Weltmeisterschaft 2002 - U20-Junioren-Weltmeisterschaft 2003 | - U20-Junioren-Weltmeisterschaft 2004 - Weltmeisterschaft 2006 - Weltmeisterschaft 2007 - Weltmeisterschaft 2008 |

(Legende zur Spielerstatistik: Sp oder GP = absolvierte Spiele; T oder G = erzielte Tore; V oder A = erzielte Assists; Pkt oder Pts = erzielte Scorerpunkte; SM oder PIM = erhaltene Strafminuten; +/− = Plus/Minus-Bilanz; PP = erzielte Überzahltore; SH = erzielte Unterzahltore; GW = erzielte Siegtore; 1 Play-downs/Relegation; Kursiv: Statistik nicht vollständig)